# Ali Bey Al-Kabir

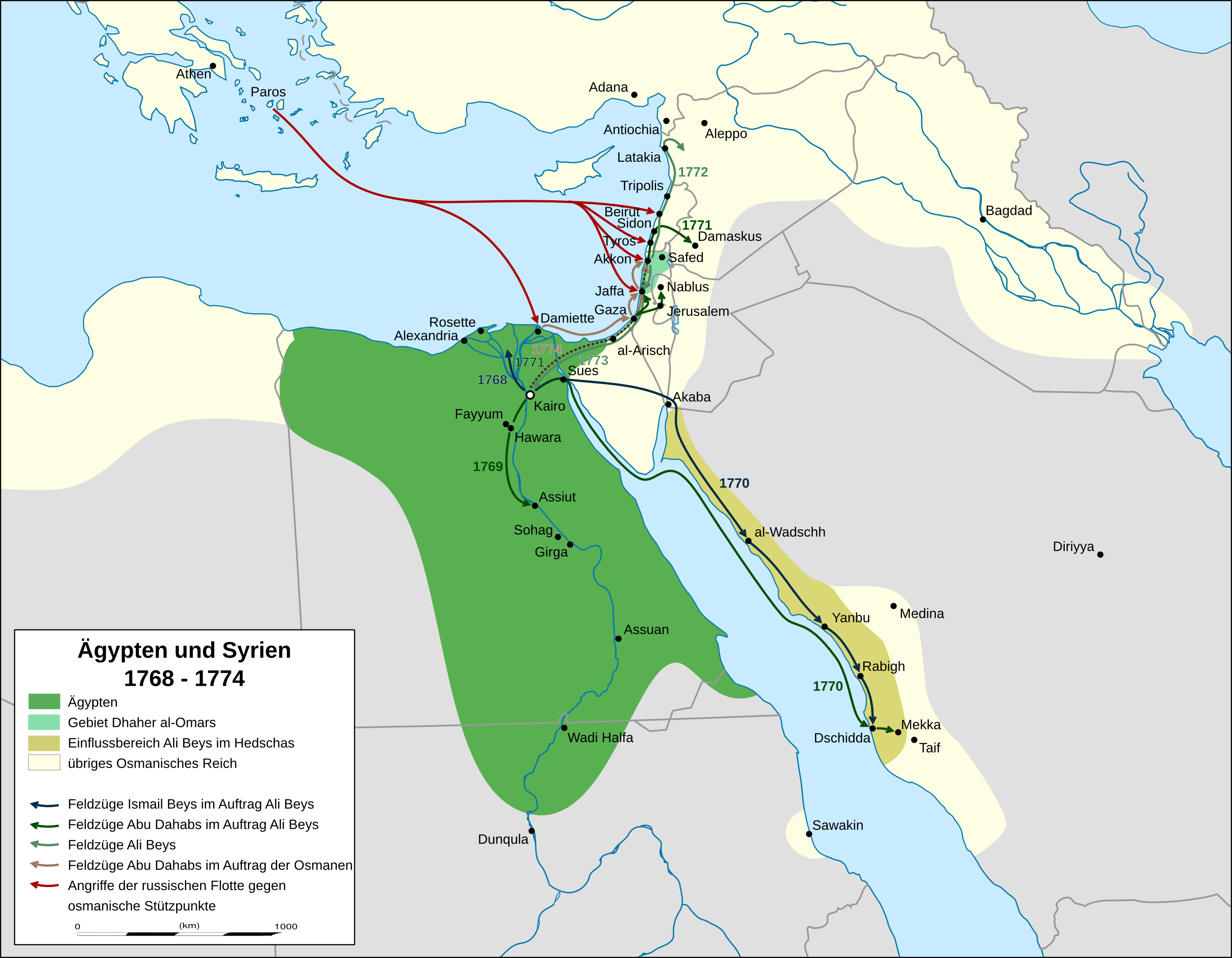
Campañas mamelucas en Egipto y Siria durante la época de Ali Bey y Abu Dhahab (1770-1775)

Ali Bey al-Kabir (Mgebrishvili) (en árabe:علي بك الكبير) (1728–1773) fue un líder mameluco en Egipto. Apodado Jinn Ali y Bulut Kapan, Ali Bey se destacó en 1768 cuando se rebeló contra sus gobernantes otomanos, haciendo que el Eyalato de Egipto del Imperio otomano fuera independientes por un tiempo. Su gobierno terminó después de la insubordinación de su general más confiable, Abu al-Dahab, que llevó a la caída y muerte de Ali Bey.

## Biografía

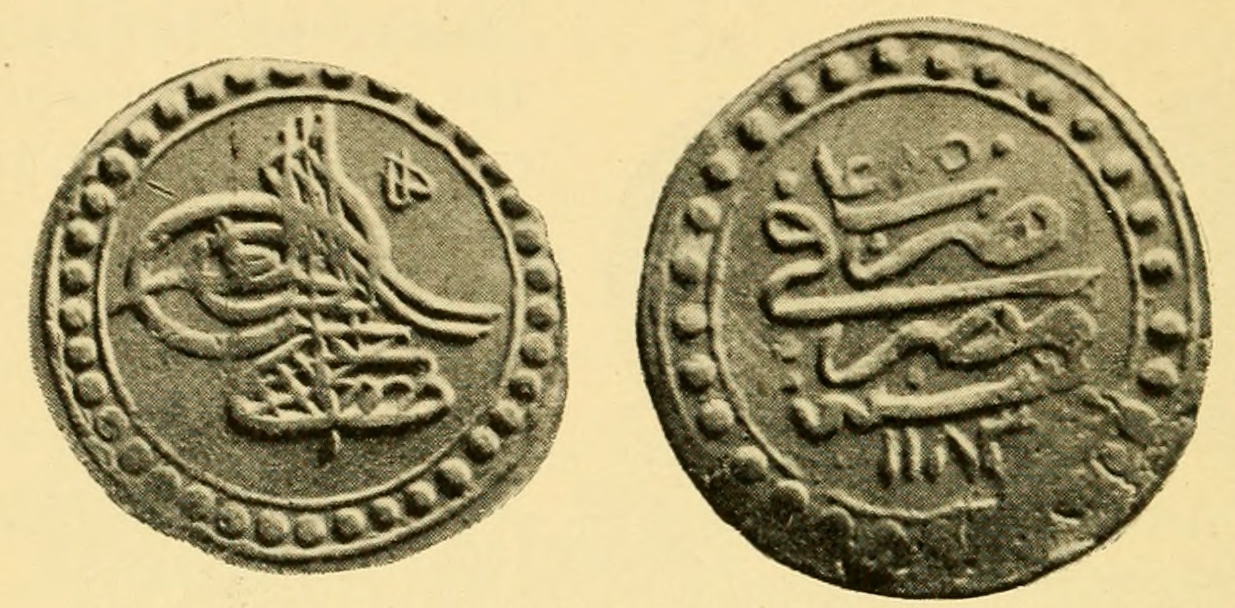
Yigirmishlik (moneda de plata otomana) de Ali Bey, Egipto, 1769

Nació en Abjasia y era de origen étnico georgiano. La Encyclopaedia of Islam agrega que, según el biógrafo contemporáneo de Ali Bey, Sauveur Lusignan, era "supuestamente" el hijo de un cierto David, un sacerdote griego ortodoxo. Sin embargo, según Alexander Mikaberidze, el padre de Ali Bey era sacerdote de la Iglesia Ortodoxa de Georgia. Fue secuestrado y llevado a El Cairo en 1743, donde fue vendido como esclavo. Fue reclutado en la fuerza de los mamelucos, en la que gradualmente ascendió en filas e influencia, ganando el más alto cargo de Shaykh al-Balad (jefe del país) en 1760. Intentando obtener el control completo, trató de exiliar a su rival Abd el- Rahman, en 1762, cuando este último conducía la caravana de La Meca, pero fue condenado al exilio en Gaza; Ali Bey partió para esa ciudad, pero el tercer día llegó a Hijaz, donde se le unieron varios de sus seguidores, y de allí viajó a Girga, donde pasó los siguientes dos años, hasta que sus partidarios en El Cairo efectuaron su regreso.
"Durante su tiempo en el poder, expandió con éxito el comercio de Egipto con Gran Bretaña y Francia. También contrató asesores europeos para el ejército y compró armas europeas".
Sin embargo, "... no hizo uso de egipcios nativos ni llamó a extranjeros para pedirles asesoramiento técnico. No hizo ningún esfuerzo por construir un ejército moderno..."
En 1768, Ali Bey depuso al gobernador otomano Rakım Mehmed Pasha y asumió el cargo de gobernador interino. Detuvo el tributo anual a la Sublime Puerta y en una usurpación sin precedentes de los privilegios del sultán otomano, su nombre fue puesto en las monedas locales en 1769 (junto con el emblema del sultán), declarando efectivamente la independencia de Egipto del gobierno otomano. En 1770 tomó el control de Hijaz y un año más tarde ocupó temporalmente Siria, reconstituyendo así el estado mameluco que había desaparecido en 1517. Sin embargo, unos días después de una gran victoria sobre el gobernador Uthman Pasha al-Kurji por las fuerzas aliadas de Zahir al-Umar y de Ali Bey el 6 de junio de 1771, Abu al-Dhahab, el comandante de sus tropas en Siria, se negó a continuar la lucha después de que un agente otomano despertara desconfianza entre él y Ali Bey, y regresara apresuradamente a Egipto. Como resultado, Ali Bey perdió el poder en 1772. Al año siguiente al intentar retomar el control de Egipto es derrotado y asesinado en El Cairo.
Sin embargo, la fecha de 1772 es altamente disputada; otras fuentes e historiadores dan fechas diferentes para el fin del poder de Ali Bey en Egipto. Uzunçarşılı afirma que mantuvo el poder hasta 1773 (cuando Kara Halil Pasha se convirtió en gobernador), pero Sicill-i Osmani no está de acuerdo, y dice que perdió el poder en 1769 y nombró a tres gobernadores intercesores por su nombre entre el final del reinado de Ali Bey en 1769 y el nombramiento de Kara Halil Pasha en 1773; estos son Köprülü Hafız Ahmed Pasha (1769), Kelleci Osman Pasha (1769–1771) y Vekil Osman Pasha (1772–1773). La fuente en primera persona Al-Jabarti declara que Ali Bey renunció al poder en 1769 cuando el sultán asignó a un nuevo gobernador (aunque no lo nombra). Es probable que Uzunçarşılı haya leído la crónica de Al-Jabarti, pero no haya tomado nota de la narrativa sobre el nuevo gobernador procedente de Estambul en 1769, ya que después de eso, Al-Jabarti no nombra ningún otro pasha por nombre o secuencia hasta 1773 con Kara Halil Pasha.